# Dahlem (Luxembourg)
Pour les articles homonymes, voir Dahlem.
Dahlem (en luxembourgeois : Duelem ) est un village et une section de la commune luxembourgeoise de Garnich situé dans le canton de Capellen.